# Bibloporus ultimus
Bibloporus ultimus är en skalbaggsart som beskrevs av Guillebeau 1892. Bibloporus ultimus ingår i släktet Bibloporus, och familjen kortvingar. Enligt den svenska rödlistan är arten sårbar i Sverige. Arten förekommer i Götaland. Artens livsmiljö är skogslandskap.